# Texcoco
Texcoco (nahuatl. Tetzcoco, grad kojeg su osnovali Chichimeci u 12. stoljeću na istočnoj obali jezera Texcoco u meksičkoj dolini. Grad je bio značajan u periodu astečke prevlasti i činio je jedan od tri grada Trostrukog Saveza, uz Tenochtitlán i Tlacopan. Najpoznatiji vladar Texcoca bio je Netzahualcoyotl.

## Povijest
Grad su osnovali Chichimeci u 12. stoljeću, no protjerali su ih Acolhuae u 14. stoljeću koji su ga pretvorili u svoj glavni grad. Godine 1418., za vladavine tekskokoškog vladara Ixtlilxochitla, grad je osvojio kralj Tezozomoc iz Azcapotzalca. Međutim, princ Netzahualcoyotl je sklopio savez s Itzcoatlom, vladarom Tenochtitlána i uspio, zajedno s njime, 1428. godine napasti grad Azcapotzalco i uništiti njegovu prevlast. Nakon toga su grad Texcoco, zajedno s Astecima iz Tenochtitlána i s Tepanecama iz grada Tlacopana, osnovali Trostruki Savez, koji će se prometnuti u Astečko Carstvo.
Za vladavine Netzahualcoyotla, Texcoco je bio poznat kao grad znanosti, kulture i umjetnosti. U to vrijeme grad je ukrašen velikom vladarskom palačom, piramidama, egzotičnim vrtovima i fontanama.
Za vladavine astečkog cara Montezume II., kralj Texcoca je postao podređen vladaru Tenochtitlana, što se dogodilo i vladaru Tlacopana. Zbog toga se kralj Ixtlilxochitl II. dogovorio sa španjolskim konkvistadorima, kako bi prekinuo dominaciju Asteka. 

## Vanjske poveznice
- Texcoco - ancient.eu